# Lucas Correia
Lucas Correia, né le 18 avril 2002 au Luxembourg, est un footballeur luxembourgeois qui évolue au poste d'ailier droit au AD Sanjoanense.

## Biographie

### CS Fola Esch (2018-2023)
Après une fin de formation au sein du CSO Amnéville en Moselle, le joueur s'engage avec le CS Fola Esch, en BGL Ligue, dans son pays natal.
Lors de la saison 2020-2021, le joueur remporte le premier titre de sa carrière en terminant 1er du championnat de BGL Ligue.

### FC Swift Hesperange (depuis 2023)
En 2023, le joueur s'engage avec le FC Swift Hesperange, champion en titre de BGL Ligue.

## Palmarès
| CS Fola Esch (1) :                                   | FC Swift Hesperange :                                                       |
| ---------------------------------------------------- | --------------------------------------------------------------------------- |
| - BGL Ligue - Champion : 2021 - Vice-champion : 2019 | - BGL Ligue - Vice-champion : 2024 - Coupe du Luxembourg - Finaliste : 2024 |